# 전북 현대 모터스 U-12
전북 현대 모터스 U-12는 전북 현대 모터스의 12세 이하 유스팀이다.
전북 현대 모터스의 U-12팀인 전북 현대 모터스 U-12팀은 U-15, U-18팀과 다르게 학교와 협약을 맺지 않고 유소년 클럽팀의 형식으로 운영하고 있다.

## 같이 보기
- 전북 현대 모터스
- 전주영생고등학교 축구부
- 동국대학교사범대학부속금산중학교 축구부